# Frode Sørensen (tävlingscyklist)
Frode Otto Sørensen, född 8 februari 1912 i Köpenhamn, död 1 augusti 1980 i Bromma, var en dansk tävlingscyklist och tränare. 
Sørensen vann silvermedalj i lag vid Olympiska sommarspelen 1932 (femma individuellt) och var 1937 tvåa i landsvägs-VM. Han deltog 1935, 1936 och 1937 i Danmarks lag, som vann lagtävlingen i nordiska mästerskapen, och bland hans övriga framgångar kan nämnas segern i det 518 km långa "Morénloppet" Göteborg–Stockholm i en etapp 1937. I sexdagarsloppet 1940 vann han etappen Mälaren runt på 8.44.05, en tid som tangerade Ingvar Ericssons då gällande rekord. Han blev dansk mästare i landsvägscykling 1931, 1932, 1935, 1936 och 1938. Han var 1941–1942 professionell men blev därefter "nationell amatör". Efter att tidigare varit verksam som mekaniker i Köpenhamn var han sedan 1945 svensk förbundstränare i Stockholm.